# Distrito de Guzmango
El distrito de Guzmango es uno de los ocho que conforman la provincia de Contumazá, ubicada en el departamento de Cajamarca, bajo la administración del Gobierno regional de Cajamarca, en el norte del Perú.
Desde el punto de vista jerárquico de la Iglesia católica forma parte de la Diócesis de Cajamarca, sufragánea de la Arquidiócesis de Trujillo.

## Historia
El distrito de Guzmango fue creado mediante Ley del , en el gobierno del Presidente ?.

## Geografía
- Ríos: Jequetepeque
- Lagos: .

## Capital
La capital del distrito; el pueblo de Guzmango, fue fundado alrededor del año 1570 por los españoles, estableciendo como su ubicación las faldas del cerro Chungarran. Anteriormente la región pertenecía al señorío prehispánico de Cuismanco cuya capital se encontraba en el cerro Curlliete una ubicación de mayor altura y que ahora recibe el nombre de Guzmango Viejo.
Durante los primeros años de la colonia, Guzmango fue un centro religioso que cubría la región compredida entre Ascope y Contumazá, llegando a contar con un importante complejo católico formado por una iglesia y un convento. También y posteriormente durante la República, Guzmango fue un lugar clave y punto de paso obligado en los caminos de herradura que comunicaban las costas de Trujillo y Ascope a la sierra de Cajamarca.

## Autoridades

### Municipales
2015 - 2018
- Alcalde: Oscar Daniel Suárez Aguilar, del Movimiento Regional Cajamarca siempre verde.
- Regidores: Presvitero Virgilio Centurión Alva, Elmer Ovet Deza Obando, Santos Gregorio Villena Valiente, Mili Yisela León Morales, Nilda Mardeli Montoya Chávez.

- 2011 - 2014[2]
  - Alcalde: Fidel Germán Sagástegui Plasencia, del Partido Aprista Peruano (PAP).
  - Regidores: Aurelio Ysacio López Pichen (PAP), Sixto Justiniano Alva Cruz (PAP), Carlos Calvanapón Castillo (PAP), Gladiz Rebeca Mosqueira Saenz (PAP), Luis Rubén Salazar Velásquez (Alianza Cajamarca Siempre Verde - Fuerza 2011).
- 2007 - 2010
  - Alcalde: Hiladio Agapito Loje Calvanapon.

### Policiales
- Comisario: PNP.

### Religiosas
- Diócesis de Cajamarca[3]
  - Obispo: Mons. José Carmelo Martínez Lázaro, OAR.
- Parroquia
  - Párroco: Preb. .

## Festividades
Fiesta patronal en honor al Apóstol "Santiago el Mayor", que se celebra del 23 al 29 de julio de cada año
Fiesta de la Comunidad Campesina "San Francisco de Guzmango" y de la Institución Educativa Primaria N° 82556 de Guzmango, que se celebra el 4 de octubre de cada año
Fiesta de San Sebastián, donde se caracteriza por la participación de danzas autóctonas de Guzmango y Pueblos cercanos. Se celebra el 19 y 20 de enero de cada año